# Walter James Fitzgerald
Walter James Fitzgerald SI (ur. 17 listopada 1883 w Peoli w stanie Waszyngton, zm. 19 lipca 1947) – amerykański duchowny rzymskokatolicki, jezuita, wikariusz apostolski Alaski. Pierwszy Amerykanin będący ordynariuszem katolickim na Alasce.

## Biografia
31 lipca 1904 złożył pierwsze śluby w zakonie jezuitów. 16 maja 1918 otrzymał święcenia prezbiteriatu z rąk biskupa Joliette Josepha-Guillauma-Laurenta Forbsa i został kapłanem Towarzystwa Jezusowego. 2 lutego 1922 złożył w tym zakonie śluby wieczyste.
14 grudnia 1938 papież Pius XI mianował go koadiutorem wikariusza apostolskiego Alaski oraz biskupem tytularnym tymbryjskim. 24 lutego 1939  przyjął sakrę biskupią z rąk wikariusza apostolskiego Alaski Josepha Raphaela Johna Crimonta SI. Współkonsekratorami byli biskup Spokane Charles Daniel White oraz biskup Sacramento Robert John Armstrong.
20 maja 1945, gdy zmarł bp Crimont, bp Fitzgerald został wikariuszem apostolskim Alaski. Rządy w diecezji sprawował do śmierci 19 lipca 1947.